# Katharina von Blankenfeld

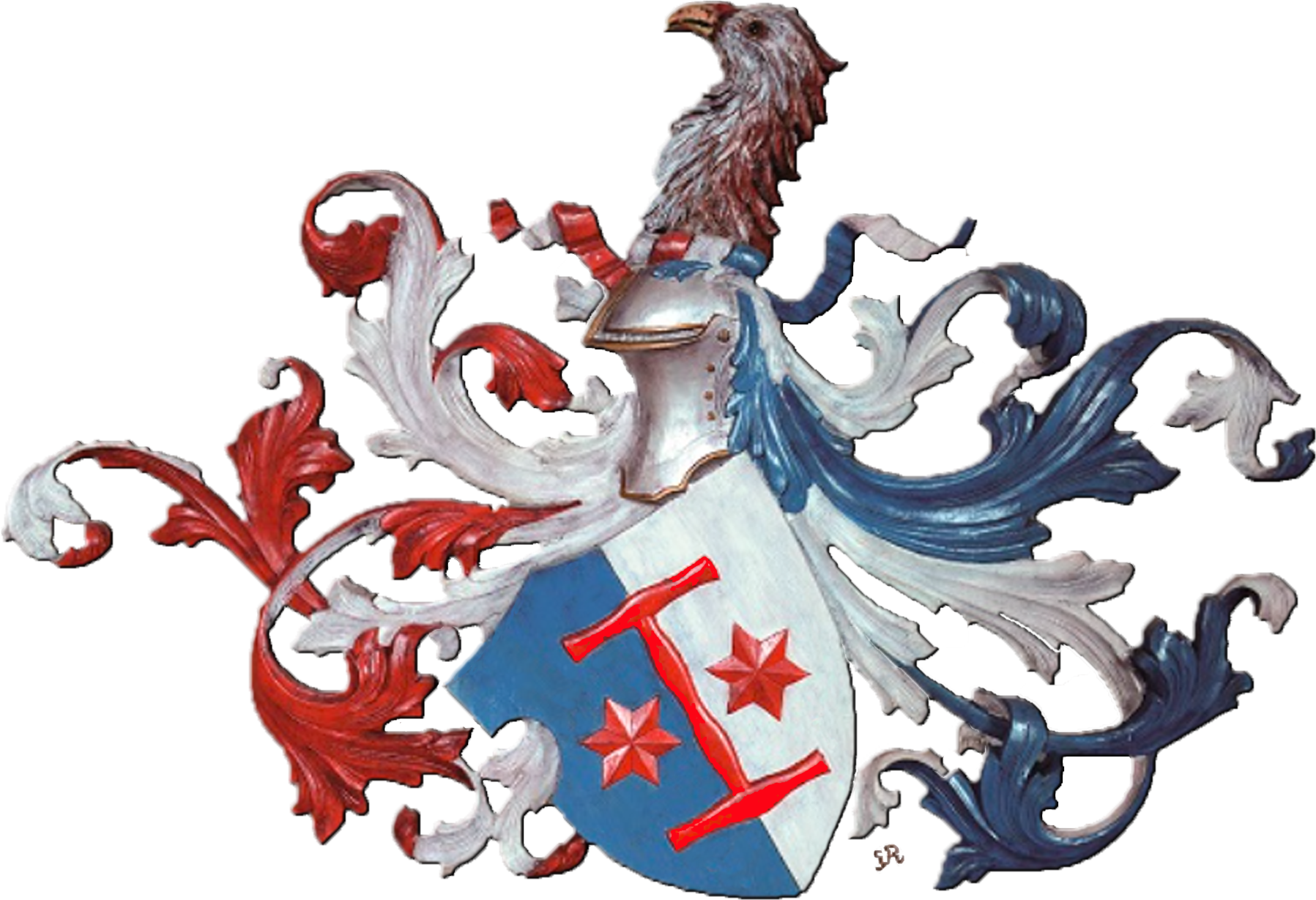
Armoiries de la famille von Blankenfeld, sculpture sur bois

Katharina von Blankenfeld (Blankenfelde, Blanckenfeld, Blanckfeld) est née en 1502 à Berlin. Elle est issue de la famille immémoriale noble von Blankenfeld. Elle fit parler d'elle à cause de sa liaison extraconjugale, et publique, avec le prince électeur Joachim Ier Nestor de Brandebourg pendant une période difficile, en pleine réforme protestante. Elle fut la cible de Martin Luther, principal réformateur de l'église catholique en Allemagne et en Occident. Au travers de la biographie qui suit, on peut remarquer, qu'à cette époque de la Renaissance à Berlin, le prince électeur avait un droit presque absolu sur sa femme ou (et) sa maîtresse et cela quel que soit le rang de celle-ci, même fille d'un roi.

## Origines familiales
Katharina est la fille du commerçant et maire de Berlin, Thomas von Blanckenfeld (1436-1504) et de Margarete von Buchholz (1454-1531). C'est le dernier enfant d'une fratrie de 21. Quand son père décède en 1504, elle a deux ans. Elle est présente sur le tableau, datant du début 1500, représentant la famille de Thomas von Blanckenfeld, ses 21 enfants, ses deux femmes. 

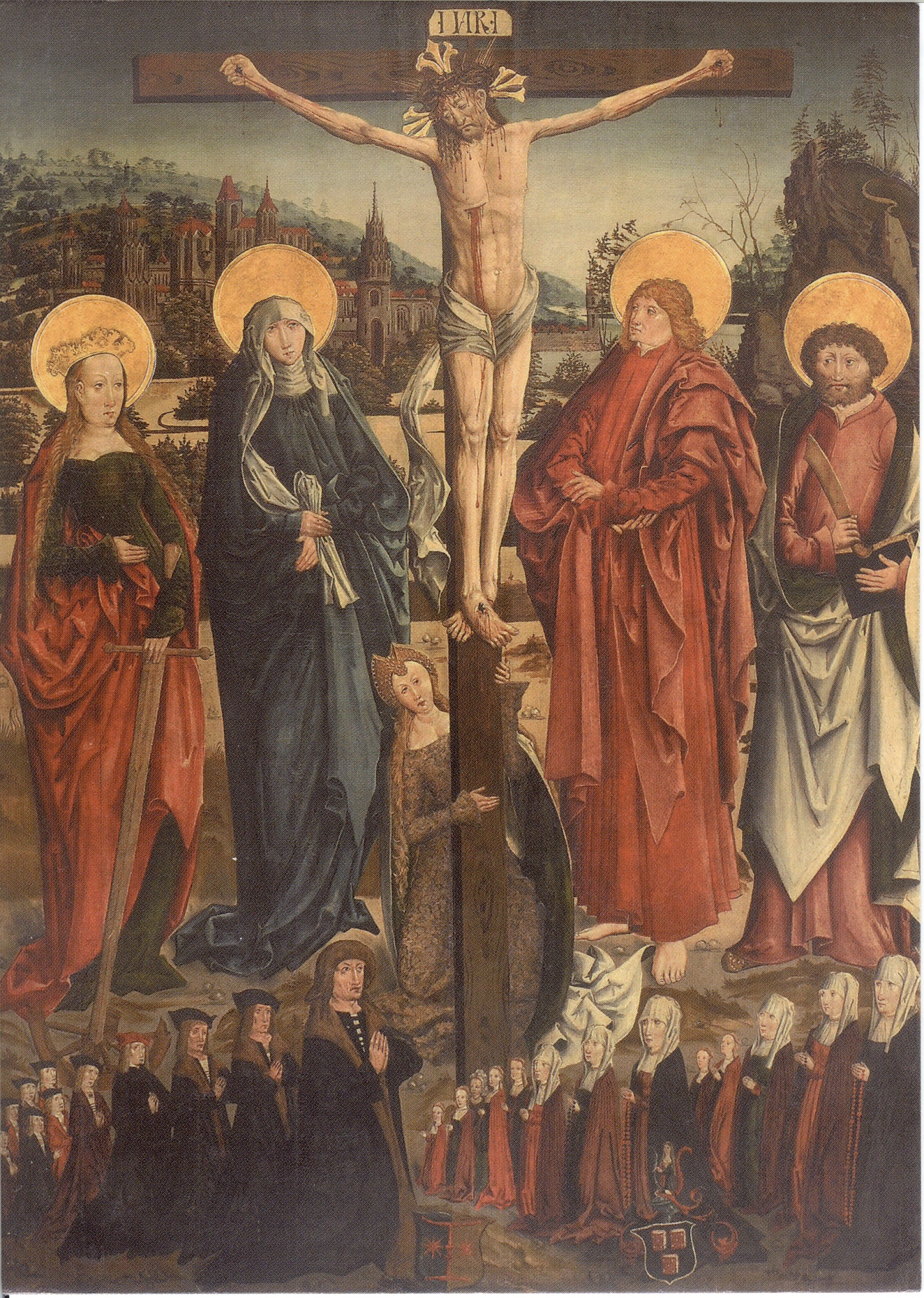
Tableau de la famille de Thomas von Blanckenfeld (1436-1504). Cette peinture de plus de 500 ans était visible en 2012 à Berlin, dans l'église Marie. Sur la peinture, on remarque Johann, le futur prince-archevêque de Riga, avec sa coiffe rose, derrière son père Thomas et ses deux frères.

 Il y avait une différence d'âge de 31 ans avec son frère Johann II von Blankenfeld (1471-1527), l'archevêque de Riga.

## Biographie[8]

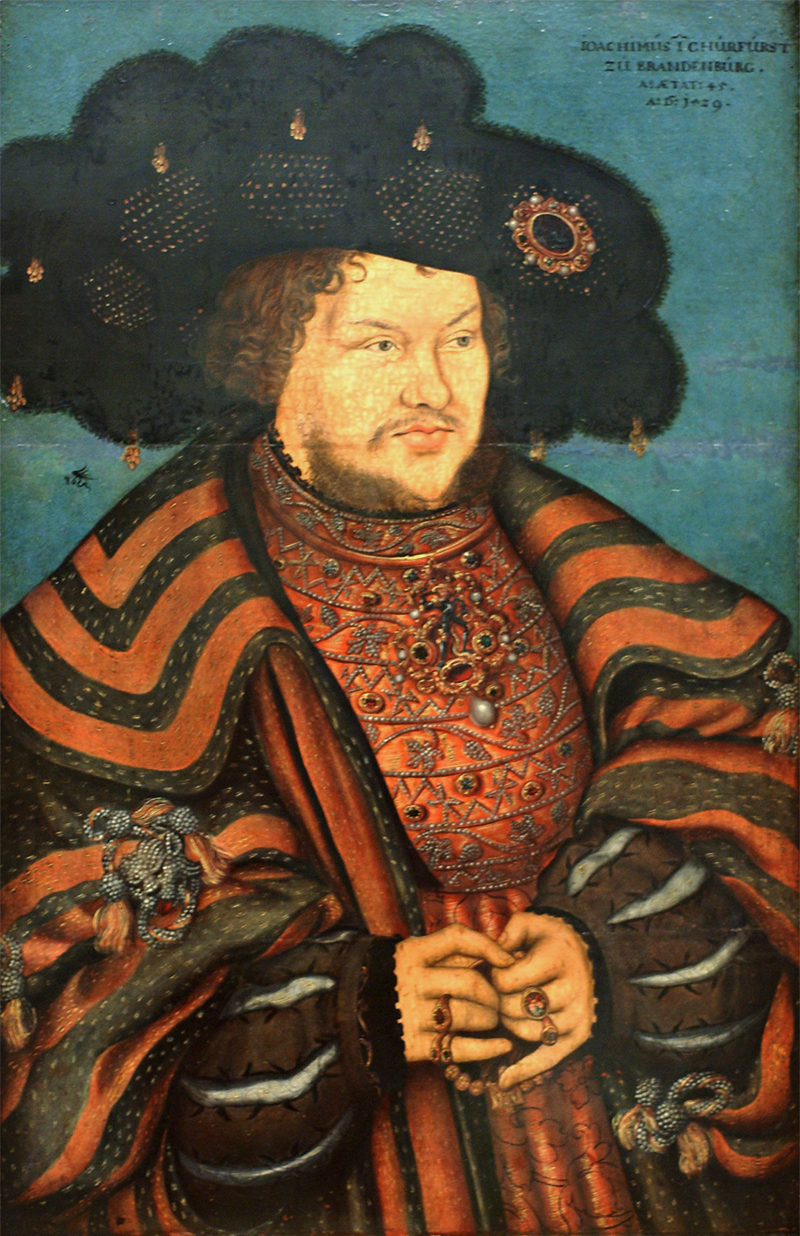
Joachim I. Nestor, le prince électeur du Brandebourg qui a commis l'erreur de bannir Wolf Hornung, le mari de Katharina.

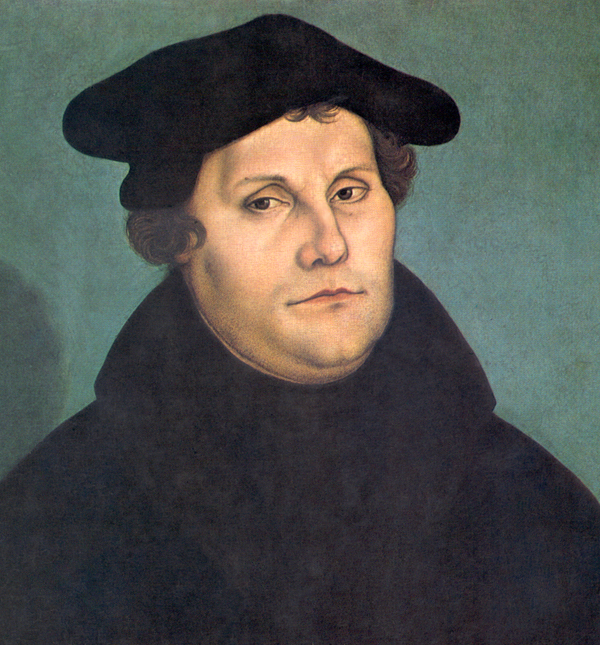
Martin Luther s'est beaucoup investi dans cette affaire. Il était l'ami de Wolf Hornung, le mari de Katharina et l'ennemi du prince-électeur Joachim Ier Nestor de Brandebourg

Katharina épouse Wolf Hornung en 1524. Ils vivent dans une maison à Cölln et sont plutôt aisés. En 1524, Anna arrive dans la famille. Elle sera le seul enfant du couple Hornung.
Wolf Hornung a des relations professionnelles avec le prince électeur Joachim Ier Nestor de Brandebourg qui avait prêté de l’argent, pour l'achat de leur maison.
Malheureusement, Katharina, 21 ans, était très belle et le prince-électeur tombe amoureux d'elle rapidement. Katharina repousse fermement les avances du prince-électeur, disait-elle à son mari dans ses lettres. Les sollicitations du prince-électeur sont de plus en plus ardentes et Katharina rompt sa promesse. Son mari entend le 18 mars 1525 un sermon de Martin Luther fustigeant violemment l’adultère. Il fait de nouvelles remontrances à son épouse. La réponse de Katharina attise la colère du mari. Il se saisit alors d'un couteau et poignarde sa femme dans le ventre. Il implore son pardon et lui demande de bien vouloir oublier son acte stupide. Katharina s’échappe, et comme Wolf Hornung craint le prince-électeur, il s'enfuit chez les dominicains. Le lendemain matin, toutes les portes sont verrouillées, toutes les rues sont surveillées, toute la ville est à la recherche du malfaiteur Wolf Hornung.
On le cherche en vain au monastère, mais le confesseur du prince-électeur finit par révéler sa cachette. Face à son désespoir, Hornung signe une ordonnance le 22 mars 1525 et prête serment. Il jure de faire la trêve, de désavouer sa femme et son enfant ... 
Il doit également quitter la ville et faire vœu de pauvreté. On lui attribue une maison et un cheval. Il quitte ainsi le pays sur sa monture.
Un an après, il sollicite à nouveau le prince-électeur et envoie une lettre à sa femme, via son confesseur, de sorte qu’elle puisse intercéder en sa faveur auprès du prince électeur. Katharina est dans une situation désespérée, entièrement à la merci du prince-électeur. Elle peut écrire à son mari qu’avec l'autorisation du prince-électeur. Il lui dicte donc la lettre de réponse. Katharina est tombée si bas qu’elle cède au prince-électeur sans scrupules. Elle parvint à soudoyer un messager, et organise une rencontre avec son mari.
Katharina s'adresse à Martin Luther à Wittenberg, vif opposant du prince-électeur et du conseil de conscience. Martin Luther appelle Hornung à Wittenberg et lui raconte que sa femme veut se faire pardonner, et qu’il souhaite la ramener à lui. Hornung refuse la proposition de Martin Luther. Martin Luther ne renonce pas et demande à Hornung d’écrire à Katharina. Martin Luther envoie la lettre d’Hornung à Katharina, ainsi qu’une autre lettre adressée à la mère de Katharina.
Les deux lettres lui reviennent non ouvertes, car le prince-électeur a interdit à la mère de Katharina d’accepter toute lettre de Luther. Katharina écrit à nouveau à Martin Luther et à son mari. Joachim Ier Nestor de Brandebourg est informé de la rencontre qu’ils prévoyaient. Furieux, le prince-électeur demande à voir Katharina, lui donne des coups de bâton et lui demande pourquoi elle souhaite rencontrer son mari. Elle lui répond que c'est pour apaiser son mari, et qu’elle souhaite discuter avec lui de leur séparation.
Hornung écrit également deux fois à son beau-frère Jacob Große à Francfort. La dernière lettre du 15 avril tombe entre les mains du prince-électeur Joachim Ier Nestor de Brandebourg, qui répond à Hornung de la part de Jacob Große et Katharina :

« Katharina a pris toutes ses richesses et elle est partie avec ses enfants, un deuxième est né entretemps. Comme elle ne pouvait plus rester à Berlin sans subir les assauts de son mari, elle est partie dans une région reculée et ne veut plus avoir de rapport avec lui. »

Hornung menace le prince-électeur de rendre l'affaire publique et écrit au conseil. La lettre du 18 juillet 1528, adressée au chancelier, le docteur Sebastian Stublinger, existe. Le conseil fut bien évidemment du côté de son maître tyrannique.

### Martin Luther fait la guerre au prince-électeur JoachimIerNestor de Brandebourg
Martin Luther veut désormais frapper fort contre Joachim Ier Nestor de Brandebourg. Cela devient vite une guerre entre protestants et catholiques. La question est abordée au cours de la Diète de Spire de 1529. À la suite de ces arrangements à Trebessen, Hornung envoie une supplique détaillée au gouverneur de l'empereur, au gouvernement impérial et aux conseils. 
Le 30 juin 1529 ont lieu les négociations à Ratisbonne. Katharina témoigne en faveur du prince-électeur et son mari Hornung doit se retirer sans succès. Les conseils du gouvernement impérial à Spire (ville) renvoient Hornung vers les procédures juridiques au tribunal impérial. Après avoir vainement tenté de négocier avec le prince-électeur Joachim Ier et avoir envoyé plusieurs lettres d'Hornung à Katharina, Martin Luther publie le 1er février 1530 un écrit virulent et un certain nombre de lettres publiques au prince-électeur Joachim Ier, et aux évêques de Brandebourg.
Martin Luther écrit un acte de 150 pages que l'on trouve aujourd’hui aux archives de Hesse à Marbourg. Ce document est rendu public en 1883. Les archives ont mis du temps à prendre connaissance de ce document exceptionnel. Les documents collectés étaient apparemment destinés à la cour impériale, mais ne furent jamais utilisés, probablement en raison de la mort prématurée du prince-électeur Joachim I en 1535 et de l'inclinaison de Joachim II, son fils, pour la doctrine luthérienne.

### La vie dissolue deJoachimIerNestor de Brandebourgavec Katharina
Katharina doit accompagner le prince-électeur en voyage à Wroclaw en mars 1527. Celui-ci doit féliciter Ferdinand Ier du Saint-Empire, le nouveau roi de Bohème, et rencontrer secrètement les princes catholiques. Joachim Ier Nestor de Brandebourg eut avec Katharina trois enfants, Christoph, Martha et Joachim et leur donna chacun 1 000 florins. Il n'est pas connu des archives si son engagement avait été respecté et quel nom de famille les enfants ont porté. Le prince-électeur n’avait aucun égard lorsqu'il s'agissait de satisfaire ses désirs personnels. Pour lui, tous les moyens sont bons pour arriver à ses fins. Il abusa de son pouvoir dans le cas de Katharina, sans aucune autre raison que d'évincer le mari chanceux de la jeune et jolie femme qu’il souhaitait posséder. Il sut se lier à Katharina, qui avait fait forte impression sur Joachim Ier Nestor de Brandebourg lors des fêtes de la cour. Cette liaison durable, ne peut s'expliquer, que par son comportement très brutal, les menaces et par le biais d’un serment qu’il lui fit prononcer.

### Martin Luther a gagné contre le prince-électeur qui perd sa princesse
Les privilèges acquis par le prince-électeur avant 1527, via le prince-archevêque Johann II von Blankenfeld en avilissant sa sœur ne payèrent pas. Joachim Ier Nestor de Brandebourg détruisit ainsi son propre mariage. 
Le 25 mars 1528, sa femme, la princesse Élisabeth de Danemark (1485-1555), s'enfuit chez son oncle, le duc de Saxe, avec Martin Luther. Comme disait son aumônier Andreas Buchovius, la princesse Elisabeth ne pouvait plus supporter le caractère imprévisible de son mari. Le prince-électeur Joachim Ier Nestor de Brandebourg décède, assez jeune, le 11 juillet 1535 à 51 ans. Quelques années passèrent et en 1539, toute la région du Brandebourg se convertit définitivement à la réforme et au protestantisme. Martin Luther a réussi et a gagné contre le prince-électeur Joachim Ier Nestor de Brandebourg.

### Fin de vie de Katharina et de son mari Wolf Hornung
Katharina vécut assez longtemps à Berlin, mais on ne connaît pas la date exacte de sa mort. On peut supposer qu'elle soit morte assez jeune puisque son jeune neveu Johann III von Blankenfeld, le dernier maire von Blanckenfeld de Berlin, décédé en 1579, a repris la tutelle de ses 3 enfants. On ne sait pas si Katharina est retourné vivre avec son mari Wolf Hornung. A la mort du prince-électeur en 1535, Katharina avait trente-trois ans. On se sait rien également sur l'existence des deux ou trois enfants de Katharina et du prince-électeur Quant au mari de Katharina, on ne sait pas, à ce jour, quel sort final lui a réservé le prince-électeur, ni à quelle date il est mort. La réponse se trouve très certainement dans les archives secrètes de Prusse.

## Sources et bibliographie

### Ouvrages anciens de 1530 à 1865
- (de) Ein antwort von Katherina Hornung de Katharina Blankenfeld, Wittenberg,, Martin Luther, 1530
- (de) Briefe de Marthin Luther et Wilhelm de Wette Berlin, page 542-547-548, 1827
- (en) Luther's Lettres to women de DR Zimmermann, London, page 36-37-39, 1865

### Ouvrages récents de 1936 à 1939 et très récents  de 1969 à 2009
- (de) Sippenverband Ziering-Morinz-Allemann juillet 1936- document N°2 de Karl Fritsche, 1936     lire les pages 110 à 114 du livre
- (de) Wie Luther Kirchenzucht übte: eine kritische Untersuchung, Page 29, de Ruth Götze, 1939
- (de) Die Römische Kurie und Die Reformation, 1523-1534, Page 114, de Gerhard Müller, 1969
- (de) Melanchthons Briefwechsel: Personen A-E de Philipp Melanchthon, Heinz Scheible, publié par Frommann-Holzboog, page 164, 165 et  401, 1977
- (en) Martin Luther: Ordnung u. Abgrenzung d. Reformation 1521 - 1532 de Martin Brecht, publié par Evangelische Verlagsanstalt, page 344 et 506,, 1989

- Les femmes dans la correspondance de Luther de Matthieu Arnold, publié par les Presses Universitaires de France, page 102 et 104, 1998
- (de) Luthers Seelsorge, Page 143, 155, 489 de Gerhard Ebeling, 1999
- (en) Luther on Women: A Sourcebook  publié par Susan C. Karant-Nunn,Merry E. Wiesner-Hanks, page 226, university of Cambridge, 2003
- (de) Das Ehrenbuch der Fugger: Darstellung, Transkription, Kommentar, de Gregor Rohmann, 2004
- (de) Wir wollen der Liebe Raum geben: Konkubinate geistlicher und weltlicher, Konkubinate geistlicher und weltlicher Fürsten um 1500 ...  par Andreas Tacke, Editeur  Wallenstein, 2006
- (en) Die reformation in der Mark Brandenburg de Julius Heidemann, page 133-150-157-158-358, mai 2009